# ウルトラトウフ
ウルトラトウフは、日本のお笑いコンビ。松竹芸能所属。

## メンバー
- カモシダせぶん（かもしだせぶん、1988年7月13日 - ）
  - 神奈川県出身。
  - 本名、鴨志田 道秋（かもしだ みちあき）。
  - 身長170cm、体重60kg。血液型はB型。
  - 収斂火災により、自宅が全焼したことがある。
  - 自宅が超お金持ち。
  - 特技は、うがいをしながらウクレレを弾くこと、『金田一少年の事件簿』の事件を言われたら怪人名や犯人の名前を言えること。

- マリッジスターこうもと（まりっじすたーこうもと、1984年11月1日 - ）
  - 岡山県出身。
  - 本名、河本 健斗（こうもと けんと）。
  - 身長161cm、体重52kg。血液型はA型。
  - 相方の自宅全焼の後、自宅アパートの2階が火事になり、その影響で浸水被害を受けた。
  - 特技は、モノマネ、手を使わずズボンを履くこと、鼻でゴム風船をふくらませること、世界の国の首都と国旗が分かること、どれだけ風が来ても瞬きをしないこと、頭を叩いて音楽を奏でること、手首を540度曲げられること、手からカスタネットの音を出すこと、50音を言われたら穴子さん（サザエさん）が言いそうなセリフを言うこと。

## 経歴
2017年に当時ピン芸人として活動していた2人で結成した。当時こうもとは事務所無所属のフリーだったが、結成に伴って松竹芸能に所属となった。2021年10月に解散を発表。

## 出演

### テレビ
- ウチのガヤがすみません!（日本テレビ）
- スマートフォンデュ（テレビ朝日）
- 東京オーディション（TOKYO MX）

### ラジオ
- サンドウィッチマンの天使のつくり笑い（NHKラジオ第一）

## 賞レース成績
- M-1グランプリ
  - M-1グランプリ2017 3回戦敗退[2]
  - M-1グランプリ2018 2回戦敗退[2]
  - M-1グランプリ2019 2回戦敗退[2]
  - M-1グランプリ2020 1回戦敗退[2]
  - M-1グランプリ2021 1回戦敗退[2]